# Thaxted
Thaxted is een civil parish in het bestuurlijke gebied Uttlesford, in het Engelse graafschap Essex. De plaats telt 2845 inwoners.

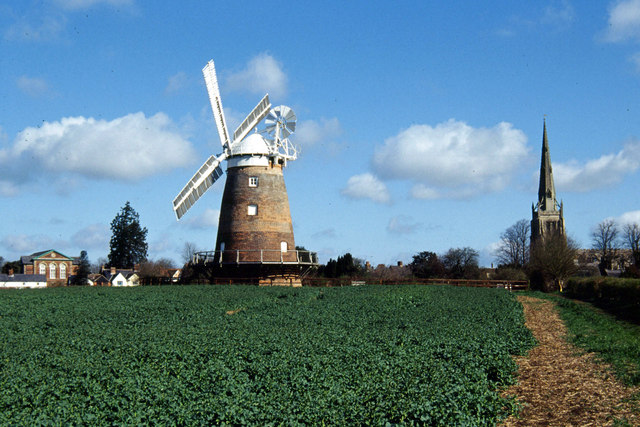
Molen van Thaxted